# Сонни Терри
Сондерс Террелл  (24 октября 1911 — 11 марта 1986) более известный как Сонни Терри (англ. Sonny Terry) — американский блюзовый музыкант. Был широко известен благодаря своему оригинальному и энергичному стилю игры на блюзовой губной гармонике, включающему в себя различные вокальные элементы: возгласы, вскрики, имитации различных звуков.

## Карьера
Сонни Терри родился в городе Гринсборо штат Джорджия, США в семье фермера. В детстве Сонни поет в хоре баптистской церкви. Его отец играл на гармонике в стиле фолк и обучил его основам игры на губной гармонике в когда тот был подростком. В 16 лет Сонни в результате полученной травмы частично потерял зрение, что определило его дальнейшую карьеру — он не мог уже продолжать занятия своего отца и сосредоточился на музыке. Начал свою карьеру в городке Шелби, Северная Каролина. В 1934 году, после смерти отца он знакомится с так же как и он плохо видящим гитаристом Фултоном Алленом (Fulton Allen (Blind Boy Fuller)), с которым они начинают играть на улицах Дарема в компании с ещё одним слабовидящим гитаристом Гэри Дэвисом (Davis, Gary). С декабрая 1937 года по июнь 1940 года Сонни аккомпанирует Фултону и в марте 1940 года делает свою первую коммерческую запись под своим собственным именем, Фултон аккомпанирует ему на гитаре, причем это был единственный у в карьере Фултона случай когда он аккомпанировал другому артисту. В 1941 году Фуллтон умирает и Сонни знакомится с другим блюзовым музыкантом — Броуни МакГи (Brownie McGhee). В 1942 году они играют вместе на концерте в Вашингтоне, и после этого получают предложение на выступления в Нью-Йорке. Сонни Терри и Броуни МакГи становятся хорошо известными на блюз-фолковой сцене и становятся одними из немногих чернокожих артистов выступающих в том числе и для белой аудитории.
Кроме того Терри в 1947 играет роль в бродвейской музыкальной комедии, Finian's Rainbow. Вместе с МакГи он появляется в 1979 году в комедии Стива Мартина The Jerk. Терри сотрудничает с Райем Кудером в песне «Walkin' Away Blues» более известной как кавер Роберта Джонсона «Cross Road Blues» для фильма 1986 года Перекресток.
Терри скончался от естественных причин в Минеоле, Нью-Йорк в марте 1986 году. В том же году он вошёл в Зал славы блюза.

## Дискография
- Sonny Terry’s Washboard Band (Folkways, 1955)
- Folk Songs of Sonny Terry and Brownie McGhee (Roulette, 1958)
- Blues with Big Bill Broonzy, Sonny Terry and Brownie McGhee (Folkways, 1959)
- Brownie McGhee, Sonny Terry At The Bunkhouse (Smash, 1965)[10]
- Sonny’s Story (Bluesville, 1960)
- Sonny is King (Bluesville, 1960)
- Sing & Play (Society, 1966)
- Sonny & Brownie (A&M Records, 1973)
- Robbin' The Grave (Blue Labor, 1974)
- Whoopin' (feat. Johnny Winter & Willie Dixon / Alligator, 1984)
- Brownie McGhee and Sonny Terry Sing (Smithsonian Folkways, 1990)
- Whoopin' the Blues: The Capitol Recordings, 1947—1950 (Capitol, 1995)